# Misanteca caryophyllata
Misanteca caryophyllata là loài thực vật có hoa trong họ Nguyệt quế. Loài này được (Ducke) Lundell miêu tả khoa học đầu tiên năm 1969.